# Manuel António Sendas
Manuel Antônio Sendas (Cardanha, 6 de junho de 1899 — Rio de Janeiro, 18 de setembro de 1989) foi um empresário português radicado no Brasil.

## Biografia
Manuel nasceu em 1899 em Cardanha, pequena aldeia de Trás os Montes. Em 1914, emigrou para o Rio de Janeiro, onde viveu como caixeiro. Dez anos mais tarde, em 1924, inaugurou o "Armazém Trasmontano", em São Mateus, distrito de São João de Meriti, na Baixada Fluminense, onde fixou residência. Em 1932, decidiu vender o negócio e retornar com a família à terra natal. Após uma curta permanência em Portugal, pela falta de condições, voltou ao Brasil em 1935, para o antigo bairro, onde fundou novo estabelecimento, a "Casa do Povo". Prosperando rapidamente, abriu filiais em São Mateus e no centro de São João de Meriti.